# Sebastian Rivera
Sebastian C. Rivera (Toms River, 27 agosto 1998) è un lottatore portoricano.

## Biografia
Gareggia nella categoria dei -65 kg.
È stato vicecampione continentale ai campionati panamericani di Acapulco 2022, dove è rimasto sconfitto in finale contro lo statunitense Joseph McKenna.
Ai mondiali di Belgrado 2022 è stato estromesso dal tabellone principale in semifinale dallo statunitense Yianni Diakomihalis, dopo aver superato il turco Cavit Acar agli ottavi e il mongolo Tseveensürengiin Tsogbadrakh ai quarti; ha poi perso la finale per il bronzo contro l'indiano Bajrang Punia.
Ai campionati panamericani di Buenos Aires 2023 è salito sul terzo gradino del podio.
Ha vinto la medaglia d'oro ai Giochi centramericani e caraibici di San Salvador 2023, battendo il cubano Alejandro Valdés in finale.

## Palmarès
| Anno | Manifestazione                    | Sede                | Evento | Risultato | Note |
| ---- | --------------------------------- | ------------------- | ------ | --------- | ---- |
| 2021 | Campionati panamericani           | Città del Guatemala | 65 kg  | 5º        |      |
| 2021 | Mondiali                          | Oslo                | 65 kg  | 7º        |      |
| 2022 | Campionati panamericani           | Acapulco            | 65 kg  | Argento   |      |
| 2022 | Mondiali                          | Belgrado            | 65 kg  | 5º        |      |
| 2023 | Campionati panamericani           | Buenos Aires        | 55 kg  | Bronzo    |      |
| 2023 | Giochi centramericani e caraibici | San Salvador        | 65 kg  | Oro       |      |